# Park Narodowy Andohahela
Park Narodowy Andohahela – park narodowy położony w południowej części Madagaskaru, w regionie Anosy. Zajmuje powierzchnię 760 km². Stanowi część obiektu światowego dziedzictwa UNESCO pod nazwą lasy deszczowe Atsinanana.
Park obejmuje ostatnie gęste i wilgotne lasy południowej części Madagaskaru znajdujące się na południe od zwrotnik koziorożca. Teren ten zaczęto chronić już w 1939 roku, ale park narodowy został założony dopiero w 1998 roku. Położony jest na wysokości od 100 do prawie 2000 m n.p.m.

## Położenie
Park położony jest około 40 km na północny zachód od Tôlanaro w południowej części Madagaskaru.

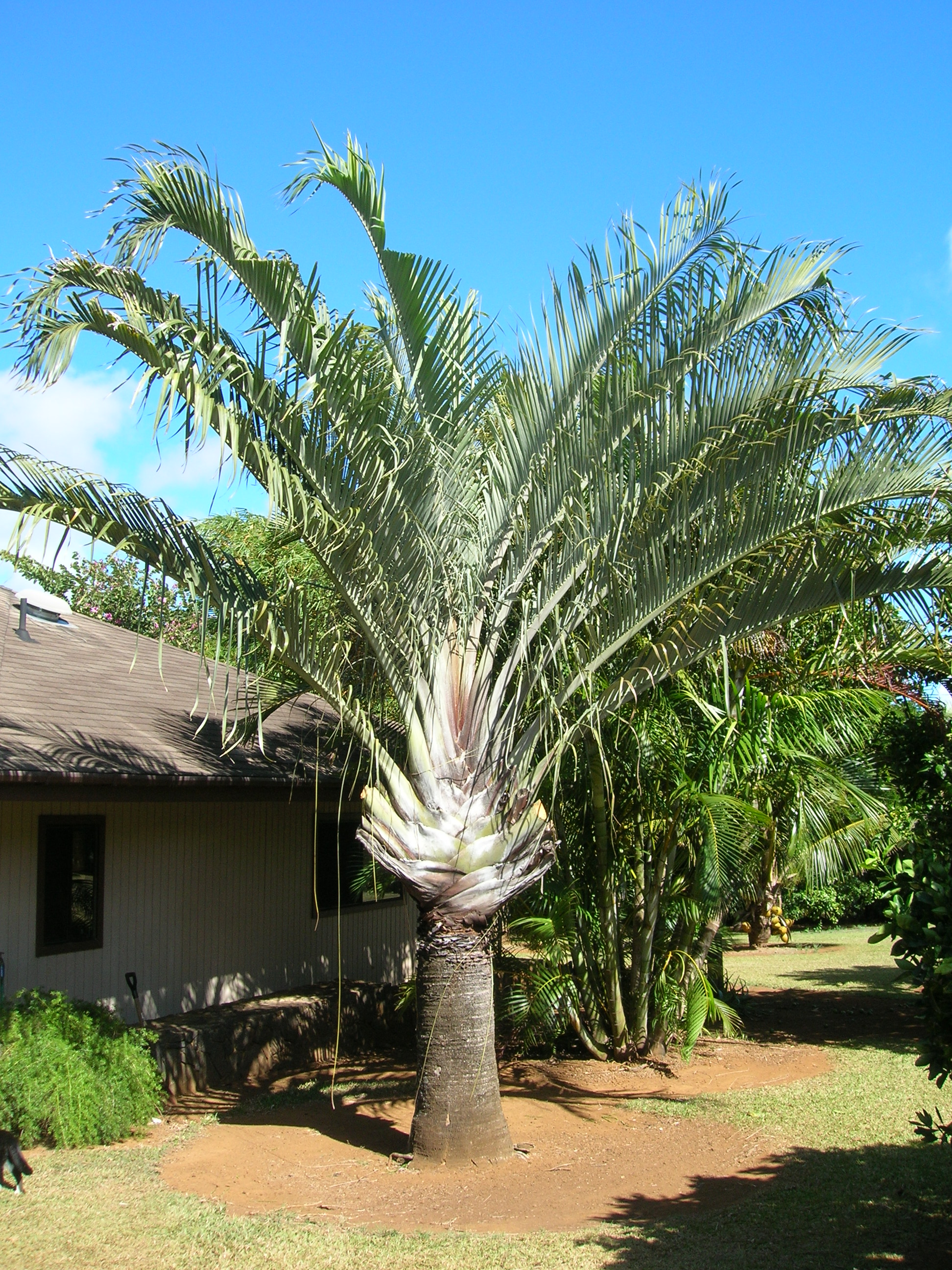
Dypsis decaryi – endemit na terenie parku

## Podział parku
Narodowy Park podzielony jest na trzy strefy:
- Malio (strefa 1) – ten obszar obejmuje lasy tropikalne. Występuje tutaj bujna roślinność. Rośnie tu między innymi ponad 200 gatunków paproci drzewiastej, dziki wanilia, czy orchidea. Ze zwierząt żyją tu między innymi małpiatki i liczne ptaki. Odwiedzanie tej części możliwe jest tylko w porze suchej.
- Ihazofotsy-Mangatsiaka (strefa 2) – ten obszar porasta suchy, kolczasty las. Żyją tu sifaki, lemury katta, gady i rzadko spotykane gatunki ptaków. Rośnie tutaj też Didiereaceae, endemiczna rodzina roślin.
- Tsimelahy (strefa 3) – obejmuje teren lasu przejściowego. Ma tu swoje schronienie wiele gatunków gadów, małych ssaków. Jest to jedyne miejsce na świecie gdzie naturalnie rośnie gatunek Dypsis decaryi[3].

## Flora
W parku zinwentaryzowano więcej niż tysiąc gatunków roślin. Występuje tutaj 6 z 11 gatunków endemicznej rodziny Didiereaceae. Ponadto występuje tu 207 gatunków i odmian paproci drzewiastej, z których więcej niż 90% rośnie w wilgotnym lesie. W parku rośnie także endemiczny gatunek, Dypsis decaryi.
Ponadto w parku można spotkać gatunek Alluaudia procera, które występuje endemicznie na południu Madagaskaru. Jest to kolczasta roślina o wysokości do 8–12 m, kwitnąca w sierpniu i wrześniu.
Hurma także spotykana w parku rośnie do 20 m. Kwitnie w czerwcu, a owocuje w lipcu.
Inną rośliną występującą w parku jest dracena odwrócona zwana w języku malgaskim Hasina. Dorasta do 6–12 m wysokości.

## Fauna
Na terenie parku występuje 12 gatunków małpiatek (między innymi lemur katta, sifaka biała, Eulemur collaris, Hapalemur meridionalis czy Newtonia fanovanae, a także lepilemur samotny zwany po angielsku Andohalela Sportive Lemur), 129 gatunków ptaków, 69 gatunków gadów i 49 gatunków płazów (między innymi Phelsuma malamakibo, Paragehyra gabriellae, Calumma capuroni, Pseudoxyrhopus sokosoko, Spinomantis guibei, Spinomantis microtis czy Mantella haraldmeieri).

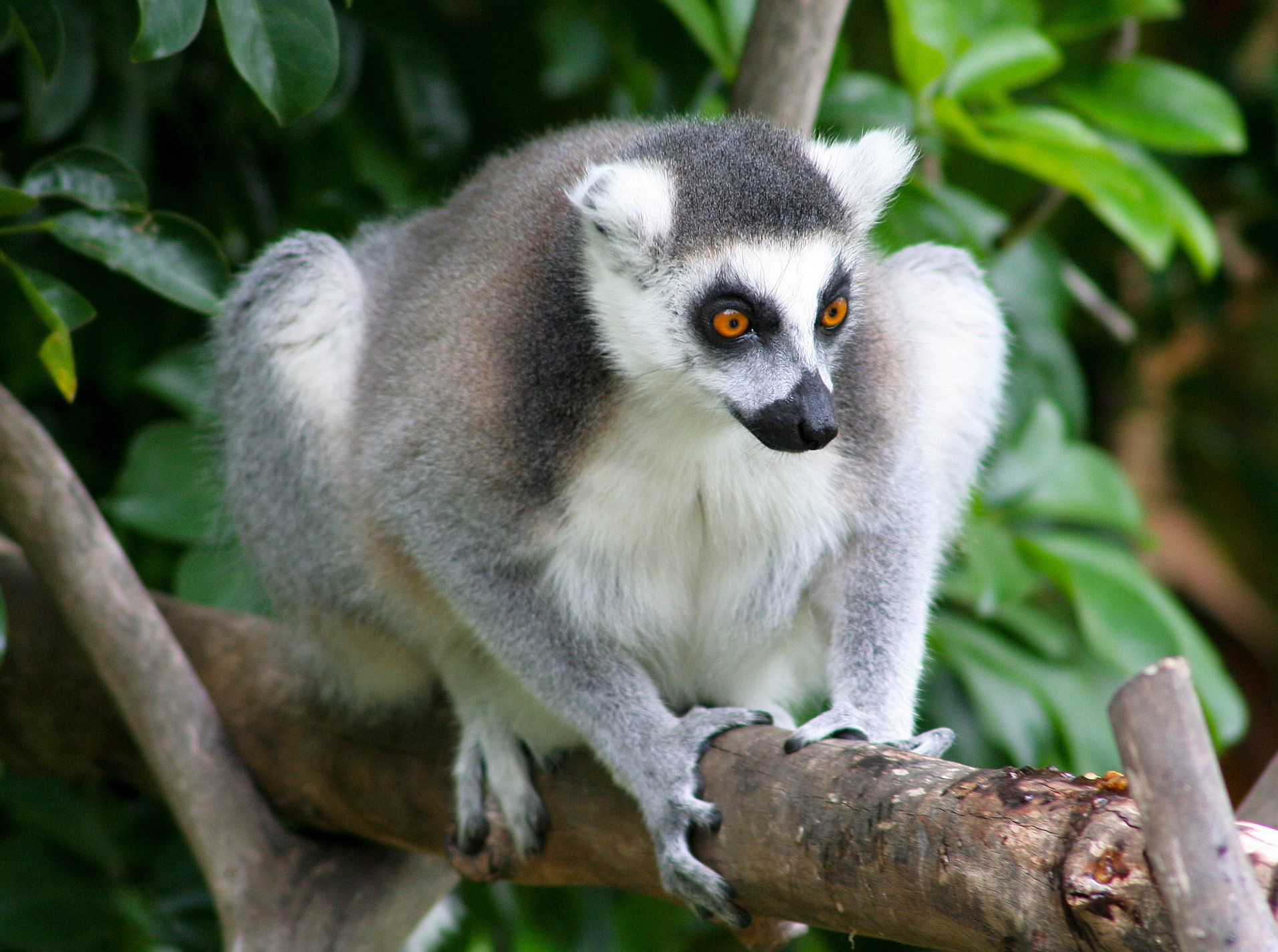
Lemur katta
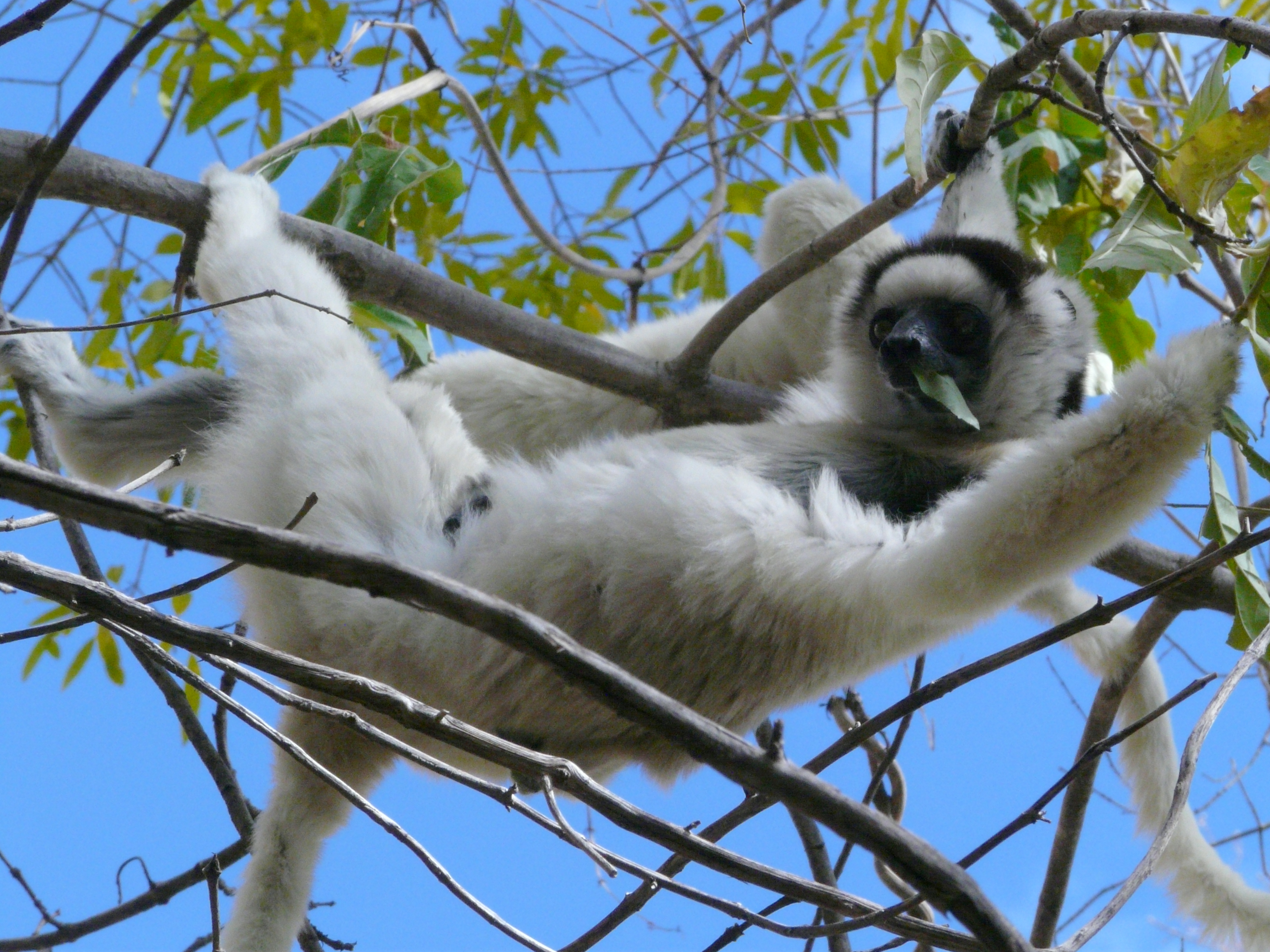
Sifaka biała
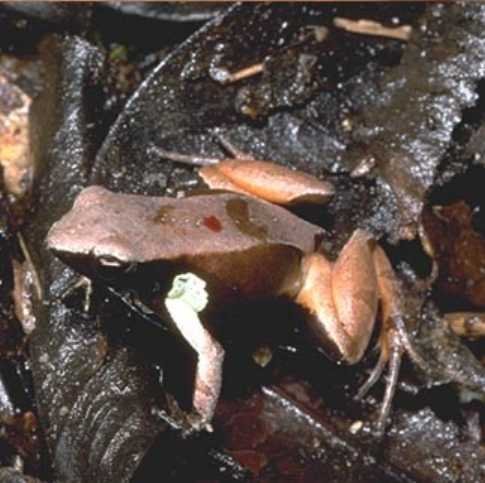
Mantella haraldmeieri

## Klimat
Klimat może być bardzo różny ze względu na strefę parku. We wschodniej części jest gorąco i wilgotno, natomiast w zachodniej jest słonecznie i skromne opady występują zazwyczaj od grudnia do marca. Temperatura w dzień wynosi od 20 do 27 °C w ciągu całego roku. 

## Rozwój zrównoważony
Park zarządzany jest tak, aby pogodzić ochronę przyrody z życiem społeczności lokalnych. W ten sposób część opłaty za wstęp na teren parku przeznaczona jest na wsparcie rolniczych i pszczelarskich projektów realizowanych przez ludy Antandroy i Antanosy.

## Turystyka
Dla turystów wytyczone szlaki turystyczne na terenie parku. Większość z nich znajduje się w strefie Ihazofotsy-Mangatsiaka. Najtrudniejsze szlaki są w strefie Malio i są dostępne tylko w porze suchej. Turyści mogą korzystać z pomocy przewodników.